# Дего
Дего (итал. Dego) — коммуна в Италии, располагается в регионе Лигурия, в провинции Савона.
Население составляет 1 956 человек (30-6-2019), плотность населения составляет 29,27 чел./км². Занимает площадь 66,82 км². Почтовый индекс — 17058. Телефонный код — 019.
Покровителем населённого пункта считается святой Амвросий Медиоланский, отмечается 7 декабря.

## Демография
Динамика населения:

## Администрация коммуны
- Официальный сайт: http://www.comune.dego.sv.it/

## Примечание
1. ↑  Statistiche demografiche ISTAT. demo.istat.it. Дата обращения: 29 ноября 2019. Архивировано из оригинала 24 июля 2019 года.